# Boniowice

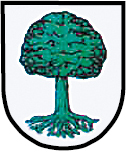
Nieoficjalny herb wsi Boniowice

Boniowice (niem. Boniowitz) – wieś sołecka w Polsce położona w województwie śląskim, w powiecie tarnogórskim, w gminie Zbrosławice.
W latach 1975–1998 miejscowość należała administracyjnie do województwa katowickiego.

## Nazwa
Heinrich Adamy swoim dziele o nazwach miejscowości na Śląsku wydanym w 1888 roku we Wrocławiu wymienia jako najstarszą zanotowaną nazwę miejscowości Boniowice podając jej znaczenie „Dorf des Boniowski”, czyli po polsku „Wieś Boniowskiego”.
W 1295 w kronice łacińskiej Liber fundationis episcopatus Vratislaviensis (pół. ”Księdze uposażeń biskupstwa wrocławskiego”) miejscowość wymieniona jest jako wieś lokowana na prawie polskim iure polonico o nazwie Benewitz we fragmencie Benewitz solvitur decima more polonico. W okresie hitlerowskiego reżimu w latach 1936–1945 nazistowska administracja III Rzeszy zmieniła nazwę miejscowości na nową, całkowicie niemiecką – Wohlingen.

## Edukacja
- Zespół Szkolno-Przedszkolny w Boniowicach, ul. Gliwicka 6 – placówka funkcjonująca do 2021 roku pod nazwą Zespół Szkół Ogólnokształcących im. Jana Pawła II w Kamieńcu[8].